# Crisi financera espanyola

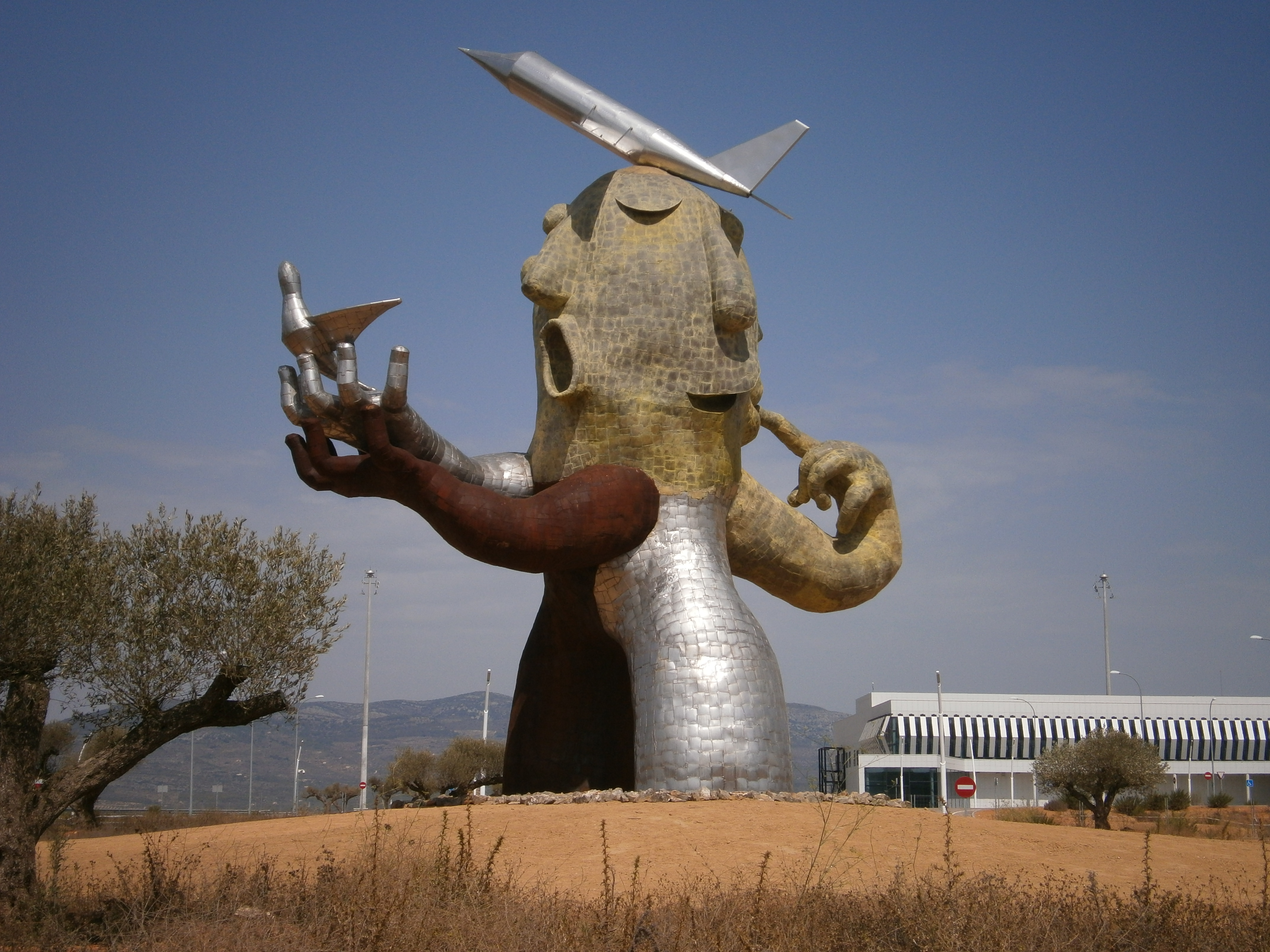
Escultura L'home avió, homenatge a Carlos Fabra, a l'Aeroport de Castelló –més de tres anys sense operacions ni permisos de vol després de la seva inauguració–, va ser un dels símbols de la crisi espanyola. Obra de Ripollés. Fotografia de 2012.

La crisi financera espanyola del 2008-2014 es va iniciar com a part de la crisi financera global del 2007-2012 i ha continuat com a part de la crisi del deute sobirà europeu, que ha afectat principalment als estats del sud d'Europa i Irlanda. A Espanya, la crisi es va generar per préstecs hipotecaris de llarg termini (per 40 anys), la caiguda del mercat de la construcció que va provocar la fallida de grans empreses del sector, i un augment greu de l'atur que arribava al 22,9% a desembre del 2011.
Espanya va seguir el camí del creixement econòmic quan el partit governant va canviar el 2004, mantenint un fort creixement del PIB durant el primer mandat del president José Luis Rodríguez Zapatero, tot i això alguns problemes de l'economia espanyola ja es van fer evidents. Entre aquests, d'acord amb el Financial Times, hi havia un enorme dèficit comercial d'Espanya (que va arribar a la sorprenent xifra de 10% del PIB del país en l'estiu de 2008), la "pèrdua de competitivitat enfront dels seus principals socis comercials" i, també, com a part d'aquest últim, una taxa d'inflació que tradicionalment havia estat més alta que la dels seus socis europeus, per aquell temps es veuen especialment afectats per l'augment de preus de l'habitatge del 150% des de 1998, i un creixent endeutament de les famílies (115%) principalment relacionats amb el boom immobiliari espanyol i l'alça en els preus del petroli.
El govern espanyol pronòsticava el creixement del PIB per al 2008 del 2,3%. Aquesta xifra es va revisar successivament pel Ministeri d'Economia a 1,6. Aquesta xifra es veia millor que els de la majoria dels països desenvolupats. En realitat, aquest tipus de representació efectiva d'estancament del PIB per persona, a causa de l'elevat creixement demogràfic d'Espanya. En l'actualitat la majoria dels analistes independents estimen que la taxa era en realitat al voltant de 0,8% en lloc, del 3% de creixement anual del PIB durant la dècada 1997-2007. Després, durant el tercer trimestre del 2008, el PIB nacional es va contreure per primera vegada en 15 anys, el febrer de 2009, es va confirmar que Espanya, al llarg d'altres economies europees, havia entrat en recessió oficialment. i la renda per capita expanyola va baixar per sota de la mitjana europea per primer cop en 10 anys en 2011, i no va ser fins al 2017 que va recuperar el nivell de producció de riquesa que disfrutava abans de la crisi econòmica.

## Orígens
L'origen d'aquesta crisi, emmarcada en el context d'una crisi financera a nivell mundial, gira entorn del forts ajustaments de la indústria de la construcció després de la punxada de la bombolla immobiliària. La dràstica disminució del crèdit a famílies i petits empresaris per part dels bancs i les caixes d'estalvis, algunes polítiques de despesa inadequades dutes a terme pel govern central, l'elevat dèficit públic de les administracions autonòmiques i municipals, la corrupció política, el deteriorament de la productivitat i la competitivitat i l'alta dependència del petroli són altres dels problemes que també han contribuït a l'agreujament de la crisi.

## Conseqüències econòmiques
Entre les conseqüències econòmiques de la crisi destaquen un fort augment de l'atur, el pas per sengles períodes de recessió i deflació i el temor a un rescat per part de la Unió Europea. Per altra banda, la desigualtat econòmica de les persones va augmentar.

### Crisi immobiliària: ajust de preus i balanços

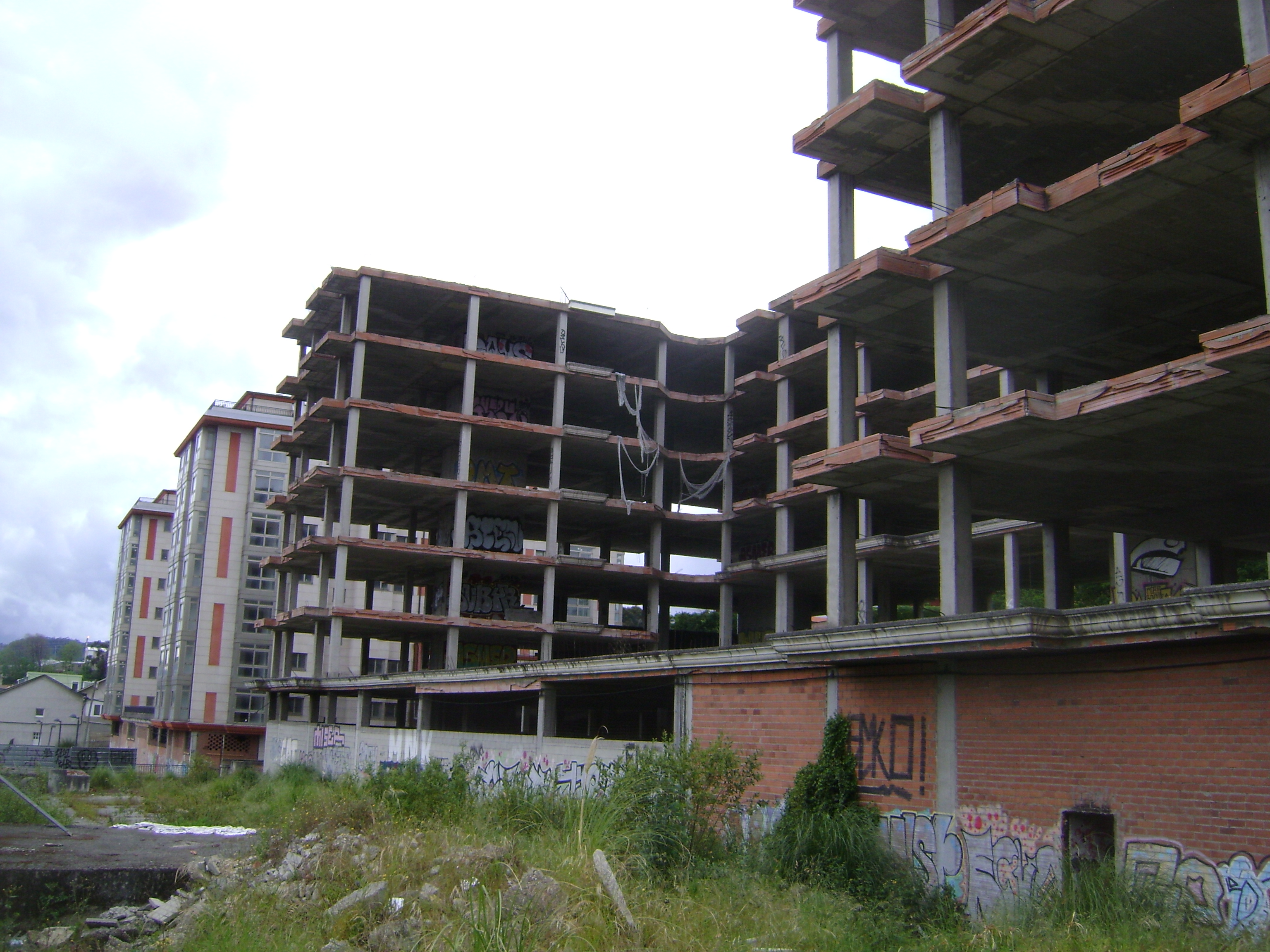
Edificis inacabats per causa de la crisi a La Corunya.

Quan va esclatar la bombolla immobiliària, Espanya es va convertir amb un dels països més afectats. Segons l'Eurostat, entre el juny de 2007 i juny de 2008 Espanya va ser el país amb la major caiguda de vendes, amb un 25,3%.
Els preus continuen baixant durant el 2009, estimant el Banc d'Espanya que a final d'any serien un 12% inferiors als màxims de la bombolla immobiliària. El nombre d'operacions de venda també continuà desplomant-se.
Alguns autors demanaren la creació d'un banc dolent, com va fer Alemanya, del que s'hauria de fer càrrec l'Estat, el model de Suècia. En punxar la bombolla immobiliària els preus dels pisos baixarien en ajustar-se a la demanda real i es podrien anar sanejant els balanços bancaris, El problema és que s'incrementaria el dèficit de l'Estat, encara que es podrien utilitzar els 99.000 milions previstos per al Fons de Reestructuració Ordenada Bancària (FROB).
L'augment de l'oferta va ocasionar un descens en el preu dels pisos de lloguer, durant 23 mesos seguits segons estadístiques de febrer de 2010, que exerceix una pressió addicional sobre preu de la compravenda.

### Desocupació

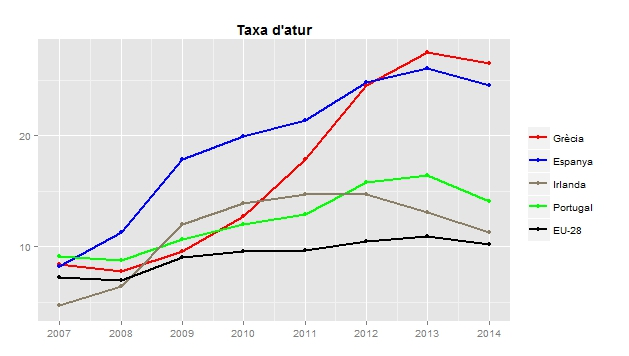
Taxa d'atur de Grècia, Espanya, Irlanda, Portugal i EU-28 de 2007 a 2014. Dades de l'Eurostat descarregades el 17 d'agost de 2015.

La desocupació, que marcava un mínim històric durant la primavera de 2007 amb 1,76 milions de persones (un 7,95% de la població activa), va passar a registrar un màxim històric en l'últim trimestre de 2011 amb 5,27 milions de persones (un 22,85%), arribant l'atur juvenil (aturats menors de 25 anys) al 45%. El fort creixement de la desocupació a Espanya en els últims anys incidí de manera clara en la demanda d'habitatges, al consum i en la partida que l'estat destina a ajuts socials. A l'Enquesta de Població Activa del primer trimestre de 2011, la xifra d'aturats al país era de 4.833.700, amb una taxa de desocupació del 20,89%. En 2009 Espanya tenia la màxima taxa de desocupació del primer món, i una taxa de desocupació juvenil del 43,61%. La taxa d'activitat femenina va augmentar.

### Producte Interior Brut

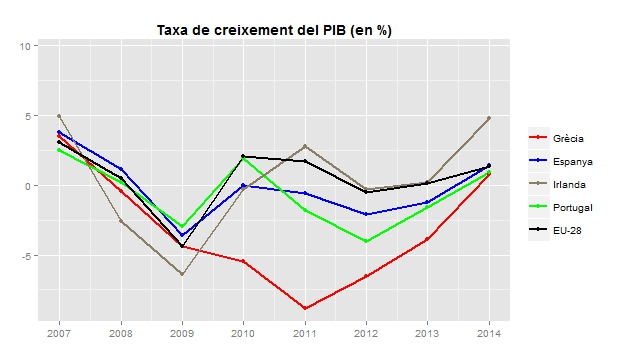
Taxa de creixement del PIB de Grècia, Espanya, Irlanda, Portugal i EU-28 de 2007 a 2014. Dades de l'Eurostat descarregades el 17 d'agost de 2015.

El producte interior brut (PIB) va registrar un decreixement continuat durant l'últim semestre de 2008 que va provocar que, per primera vegada en quinze anys, Espanya entrés en una recessió, de la qual va sortir momentàniament a partir del segon trimestre de 2010; la contracció del PIB va ser del -3,7% el 2009 i del -0.1 el 2010. Després de quatre anys consecutius de caigudes, la renda per capita expanyola va baixar per sota de la mitjana europea per primer cop en 10 anys en 2011.

### Índex de Preus de Consum

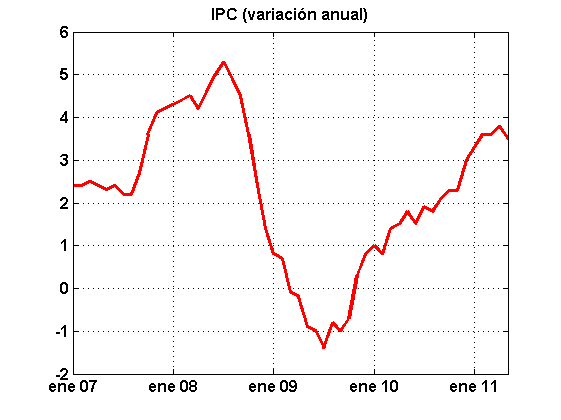
Variació anual de l'IPC (2007-2011).

L'Índex de preus al consum interanual va assolir un màxim històric del 5,3% el juliol de 2008 a causa de l'increment del preu del petroli, i després de vuit mesos de caigudes, va entrar per primera vegada des que es tenen registres en una deflació que es va prolongar durant uns altres vuit mesos (de març a octubre de 2009), arribant a marcar un màxim negatiu del -1,4%.
Al llarg de la segona meitat de l'any 2007, els preus van començar a augmentar de forma considerable, situant la variació anual de l'IPC el desembre d'aquell any en el 4,2%. Tanmateix, un estudi realitzat per Caixa Catalunya assegurava que la variació de l'IPC va ser en realitat del 7,9%, sent els productes de consum habitual els que van experimentar un major augment, en especial la llet (31,0%), la gasolina (16,2%), el pa (14,4%) i els ous (9,6%). Els preus no van deixar d'augmentar fins a juliol de 2008, on l'IPC va marcar el 5,3%, el seu nivell més alt des de 1992.
Després de vuit mesos consecutius de caigudes, l'IPC entra en negatiu el març de 2009, coincidint amb el retrocés del preu del petroli i amb l'abaratiment d'alguns aliments. És la primera vegada, des que es calcula aquest indicador a Espanya (1961), que es registra un descens dels preus.

### Deute públic
El deute públic, que el 2007 representava un 36,1% del PIB, es va duplicar en tres anys, situant-se el 60,1% el 2010, si bé, aquests valors són molt menors que els de la mitjana de la Unió Europea (UE). En canvi, la prima de risc respecte al bo (bund) alemany va començar a disparar-se durant l'estiu de 2011 fins a la xifra rècord de 540 punts al maig de 2012, augmentant els temors d'un possible rescat econòmic de la UE a Espanya, com els duts a terme a Grècia, Irlanda i Portugal.

### Índexs
Per tercera vegada en 13 mesos, Moody's rebaixava la valoració d'Espanya. El 18 d'octubre del 2011 Moody's baixava d'A1 a AA2 amb perspectiva negativa. Standard and Poor's també ho havia fet el 14 d'octubre qualificant-la al mateix nivell que Moody's.

### Sistema bancari espanyol
El sistema bancari espanyol havien estat reconeguts com un dels més sòlids i més ben equipats d'entre totes les economies occidentals per fer front a la crisi mundial de liquiditat, gràcies a les regles bancàries conservadores i pràctiques del país. Els bancs estaven obligats a tenir altes provisions de capital i es demanda diverses proves i seguretat als prestataris per ser finançats. però aquestes pràctiques es van relaxar amb força durant la Bombolla immobiliària a Espanya per la tendència del regulador, el Banc d'Espanya, a fer els ulls grossos. A diferència d'Irlanda, no es va dur a terme inicialment una nacionalització, sinó que el problema es va mantenir, però es va forçar una concentració bancària. Espanya comptava amb la xarxa bancària d'oficines més densa a Europa i això va obligar a nombrosos tancaments d'oficines.
Al maig de 2012, les qualificacions creditícies van desqualificar a diversos bancs espanyols a una ràting similar al de bons "escombraries". L'entiat Bankia i la seva matriu BFA, el major prestador hipotecari, van ser nacionalitzades el 9 de maig i el 25 de maig es va anunciar que anava a requerir un rescat de 23,5 milions d'euror per cobrir les pèrdues de les hipoteques fallides.
El 9 de juny del 2012 l'Fons Monetari Internacional (FMI) es va reunir per decidir un rescat de la banca espanyola estimat en 100.000 milions d'euros, un 10% del PIB espanyol. i l'11 de juliol de 2012, com a compensació pel rescat de la banca espanyola que es va acordar al Consell Europeu del 28 i 29 de juny, el president del govern anunciava un nou paquet de mesures.

### Abusos dels directius
A partir de l'esclat de la crisi financera, després d'investigacions i denúncies davant la fiscalia Anticorrupció sobre el Fons de Reestructuració Ordenada Bancària, uns 250 directius i consellers d'entitats financeres han estat imputats per la seva participació directa o indirecta en els abusos de les caixes d'estalvis. Entre els casos més cridaners estan la Caixa d'Estalvis del Mediterrani, Bankia, el Cas de les targetes black o Caixa Castella-la Manxa, entre d'altres. Molts dels imputats es van pujar els sous, les pensions o les indemnitzacions en el pitjor moment de la crisi.

### Desigualtat econòmica
La ciutadania més rica del país (considerada en termes tècnics el 10% més alt de l'escala) concentrava el 44% de la riquesa del país a l'inici de la crisi (2008) i acabà concentrant-ne més (el 53%) en 2014. La recuperació econòmica havia afavorit principalment als més rics. El salari real va caure un 5% entre aquesta part de la ciutadania. El consum de les persones més riques va reduir-se quasi un 5%. El nombre de milionaris a Espanya van augmentar un 50% (15.000 persones) des de l'inici de la crisi, més que a la resta d'Europa.
Les persones més pobres del país (el 10% més pobre del país) van empitjorar econòmicament, amb una pèrdua del 30% del valor dels actius reals. El salari real va caure un 30% perquè el manteniment del salari per hora va ser acompanyat del factor crucial de la reducció d'hores treballades. A l'inici, aquesta ciutadania era un 78% propietària d'immobles i a la fi de la crisi, era un 67%.
El 20% de les llars amb menys ingressos va perdre més del 15% de la seua renda per capita (...), davant el 5% dels més rics. El consum va reduir-se quasi un 15% en les persones amb menys renda.
Les persones de renda més baixa foren les més afectades i les persones de les regions d'Andalusia i Múrcia foren les més afectades.
Entre 2004 i 2013, segons l'índex Gini, la desigualtat augmentà de 32.2 a 35.2 punts, tenint en compte que més punts signifiquen més desigualtat.

## Conseqüències socials
- Vaga general espanyola de 2010
- Protestes d'Espanya de 2011–2012
- Vaga general espanyola de 2012

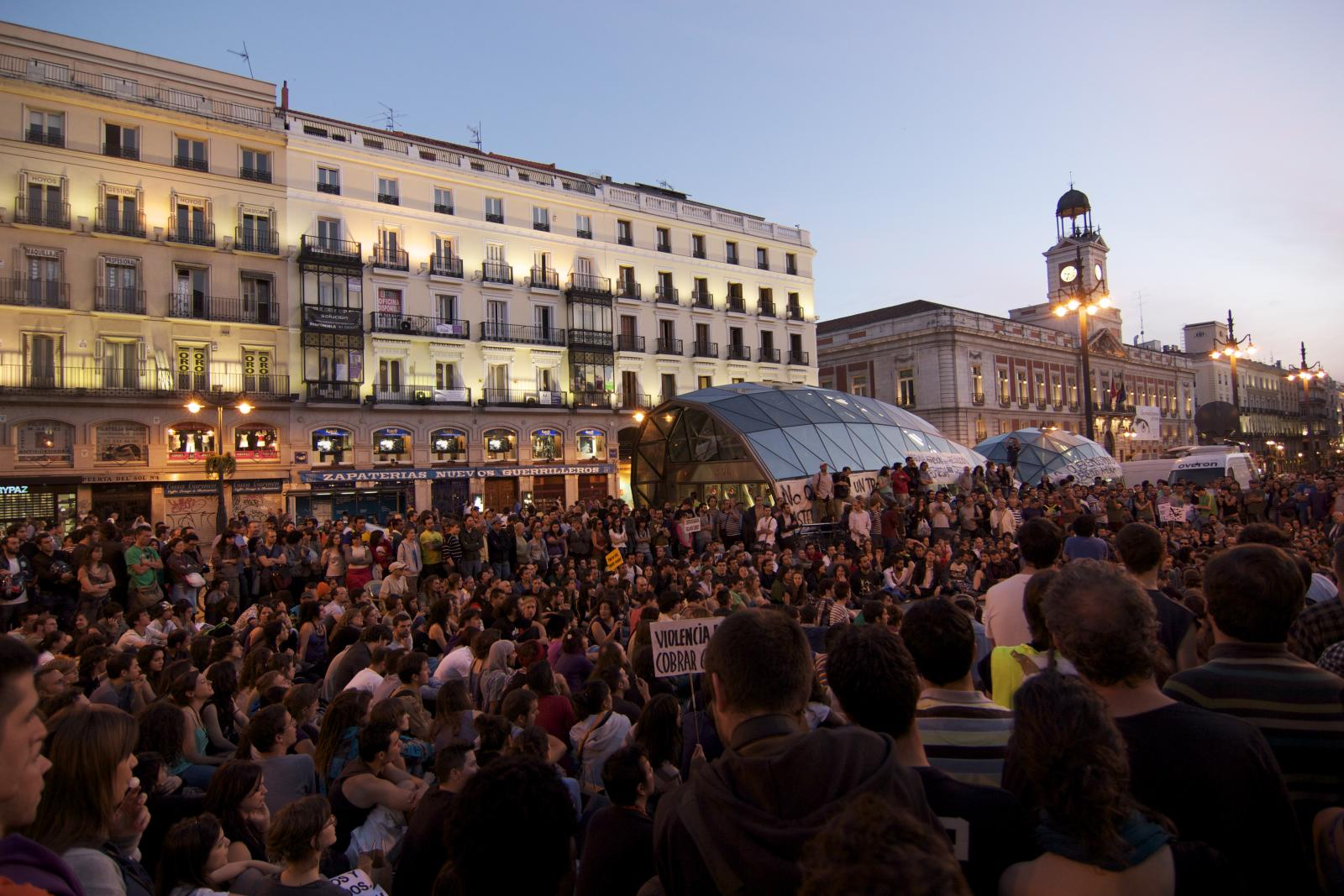
Manifestació a Madrid contra la crisi el 15 de maig del 2011.

Una de les conseqüències socials de la crisi fou l'emigració -quasi el doble per part dels estrangers i el triple entre els espanyols-, l'emancipació dels joves es va veure ajornada i es va produir reagrupació familiar al voltant de les pensions que es mantenien estables.

### Desnonaments i dació en pagament
Un dels problemes més greus, derivat de la crisi immobiliària, fou el nombre de desnonats (unes 178.000 execucions hipotecàries durant el trienni 2007-2009, davant les 47.379 del trienni anterior). Cinco Días estimava que caldrà afegir-ne unes altres 180.000 l'any 2010. El Consell General del Poder Judicial d'Espanya assenyalà que les xifres eren enganyoses, ja que una mateixa petició podia comportar la subhasta de diversos béns, de manera que "pot ser encara més alarmant l'increment detectat". En el primer trimestre de 2011 es van dur a terme 15.491 desnonaments a Espanya.
El problema, originat en la llei hipotecària espanyola, és que el propietari desnonat per no pagar veia com el seu habitatge se subhastava, i venia, havent de continuar pagant la hipoteca de l'habitatge que no posseeia. En la majoria dels casos les pròpies immobiliàries dels bancs creditors es presentaven a les subhastes i acaben adjudicant-se els habitatges a preu de saldo. La llei hipotecària els permet adquirir l'immoble pel 60% del preu de la subhasta pública si aquesta queda deserta, però continua havent de pagar al banc la hipoteca pendent.
La Plataforma d'Afectats per la Hipoteca (PAH) manifestà que calia modificar-se la realitat jurídica "abusiva i extorsionadora emmarcada en una situació d'assistència permanent de l'Estat al sector bancari" i que, en cas d'impagament, la recuperació de l'immoble hipotecat per part del banc "comporti automàticament la cancel·lació de tot deute". És el que es denomina dació en pagament.

### Taxa de natalitat
Els naixements passaren de 44,7 a 39,1 per cada 1.000 dones.

## Conseqüències polítiques
Els efectes de la crisi econòmica van començar a evidenciar-se a l'inici del segon mandat de José Luis Rodríguez Zapatero. Després de negar la crisi als seus començaments, i després d'invertir enormes quantitats de diners públics en plans de xoc contra la crisi (injecció de 100.000 milions d'euros en avals per a la banca, 50.000 milions d'euros en el Plan-E), Zapatero es va veure obligat a prendre mesures econòmiques allunyades del programa electoral amb què es va presentar a les eleccions: congelació de pensions, reducció del salari dels empleats públics, retirada de mesures estrella de la legislatura anterior (xec-bebè, deducció de 400 euros en l'IRPF), a més d'una reforma laboral que va provocar el rebuig sindical i patronal i que va conduir a una vaga general.

### Retall de la despesa social
El maig de 2010 es va procedir a un retall de la despesa pública social per valor d'uns 15.000 milions de €. Entre les mesures principals es troben el retall del 5% de mitjana del sou dels funcionaris. Als alts càrrecs se'ls reduïa un 10% el salari i als membres del govern un 15%. Una altra de les mesures anunciades va ser l'eliminació del xec-bebè i la congelació de les pensions (excepte les pensions mínimes i no contributives). Així mateix també es preveia reduir la despesa farmacèutica repartint els fàrmacs en unidosis segons la durada del tractament.

#### Assistència sanitària
En l'àmbit de l'assistència sanitària, la norma que es va prendre va ser el Reial Decret-Llei 16/2012, de 20 d'abril, de mesures urgents per a garantir la sostenibilitat del Sistema Nacional de Salut i millorar la qualitat i seguretat de les seues prestacions.
S'establí el copagament d'algunes prestacions: pròtesis ambulatòria, transport sanitari no urgent, tècniques i procediments no inclosos als serveis comuns i fàrmacs indicats per a tractar símptomes menors. També s'establí que els immigrants irregulars reberen una atenció sanitària més restringida: se'ls exigeix que regularitzen la targeta sanitària. A més, s'establiren mesures sobre el turimse sanitari i s'establiren requisits als joves majors de 26 anys per a accedir a la sanitat pública.
Es modificà la Llei 44/2003, de 21 de novembre; es creà un Registre Estatal de Professionals Sanitaris, que unificava la informació sobre els professionals de tot l'estat; es facilità la mobilitat professional i, junt a les lleis de Pressupostos Generals de l'Estat, a retindre els treballadors restringint la taxa de reposició. Entre 2012 i 2016, el nombre de funcionaris i treballadors públics de les institucions sanitàries va disminuir.
En l'àmbit de l'assistència sanitària, la directora general de l'Organització Nacional de Trasplantaments va dir el 2019 que per l'efecte de la crisi arribava fins a aquelles dates, amb la falta de recursos humans per les retallades i la falta de materials com llits per a la Unitat de cures intensives i els hospitals i la reducció de subvencions d'un 20% per a l'ONT.

#### Dependència
La dependència social va esdevindre una política de l'estat espanyol com a Estat Social coincidint amb l'inici de la crisi econòmica i amb aquesta va ser objecte de reformes.

#### Educació
La llei de Pressupostos Generals de l'Estat de cada any va afectar l'àmbit educatiu espanyol. A més, destaca el Reial Decret-Llei 14/2012, de 20 d'abril, de mesures urgents de racionalització de la despesa públic en l'àmbit educatiu, que afectà a l'educació de tots els nivells.
Per a l'ensenyament no universitari fixà un nombre d'hores mínimes de classe, prohibí la contractació de professors interins o substituts per a cobrir baixes de duració inferior a 10 dies i ajornà al 2014 que s'implantaren nous cicles formatius de grau mitjà i superior. Eliminà l'exigència d'ofertar mínim dos modalitats del batxillerat, delegant la decisió a les comunitats autònomes.
Per a l'àmbit universitari i no universitari, una taxa de reposició fou establerta però no es va tindre realment un control sobre el compliment d'aquesta. Aquestes mesures implicaren que els treballadors de l'àmbit eren més retinguts.
Es va establir que per a rebre beques i ajudes a l'estudi des del curs 2012-2013 es requerira un rendiment acadèmic determinat. Ja al curs universitari 2011-2013 ja s'hi va implantar el requisit, encara que de manera més tímida.
Per als docents universitaris s'establí el nombre d'hores de docència segons els sexennis obtinguts en els procesoss d'avaluació. El Reial Decret-Llei 14/2012 modificà la Llei Orgànica d'Universitats imposant-li a les universitats públiques el principi d'establitat pressupostària. L'opinió pública interpretà erròniament aquesta modificació com la pujada de les taxes universitàries, ja que la pujada depenia de les comunitats autònomes. La taxa de reposició a les universitats fou criticada negativament per autors com Ameodo Souto i Nogueira López. La taxa provocà l'envelliment del personal i entra en conflicte amb la jubilació del mateix, incorporant menys personal de les baixes patides per la jubilació. Vidal Prado (2017, p. 171-172) criticà negativament l'imposició d'una taxa de reposició baixai perquè considerava que una alternativa podria haver sigut establir un límit de despesa perquè la universitat planifique la plantilla dels docents, de manera que es respectaria l'autonomia de les universitats.

### Reforma constitucional
El govern socialista va emprendre una reforma de la constitució que exigia que el govern tindria un sostre de dèficit que no podria superar-se. La reforma va ser pactada pel partit de l'oposició Partit Popular i el partit socialista.

### Canvi de govern i noves reformes
El 20 de novembre de 2011 se celebren eleccions generals on surt guanyador per majoria absoluta el Partit Popular. El seu president Mariano Rajoy assumeix el càrrec de president de govern el 21 de desembre de 2011 i a causa de la gravetat de la crisi, ja durant els primers cent dies va incomplir una part de les promeses electorals: abaratiment de l'acomiadament, reducció del dèficit, pujades d'impostos, amnistia fiscal, congelació del salari mínim, pujades de preu de llum i gas, pensions, retalls en la llei de dependència, copagament, retalls en despesa en innovació i infraestructures, incompliments en matèria financera amb Catalunya, Televisió Pública, afers exteriors i concòrdia política. El 2011 la renda per capita expanyola va baixar per sota de la mitjana europea per primer cop en 10 anys.
L'11 de juliol de 2012, com a compensació pel rescat de la banca espanyola que es va acordar al Consell Europeu del 28 i 29 de juny, el president del govern anunciava la pujada del tipus general de l'IVA del 18% al 21% i el reduït del 8% al 10%, l'eliminació de la deducció per compra d'habitatge, la baixada de la prestació d'atur a partir del sisè mes, la reducció del 30% dels regidors en els ajuntaments, i que funcionaris, diputats i senadors no tindrien paga extra de Nadal.
Per primera vegada en els darrers anys s'invertí la tendència migratòria, perquè marxaren a l'estranger 269.515 ciutadans el primer semestre de 2012, dels quals 87.655 des de Catalunya, i 228.890 del total eren immigrants.

## Final de la crisi
El 9 de juny de 2012, els ministres de Finances de la zona euro van acordar la concessió de préstecs de rescat de fins a 100.000 milions d'euros dels fons de la zona euro. A l'octubre de 2012, l'anomenada Troika (Comissió Europea, Banc Central Europeu i Fons Monetari Internacional) estava en negociacions amb Espanya per establir un programa de recuperació econòmica necessari per oferir préstecs financers addicionals del Mecanisme Europeu d'Estabilitat (MES). A més de sol·licitar un paquet de recapitalització bancària de 100.000 milions d'euros el juny de 2012, Espanya va negociar el suport financer d'un paquet de "Línia de crèdit condicionada amb precaució" (PCCL). Si Espanya apliqués i rebés un paquet de PCCL, independentment de fins a quin punt hagués decidit posteriorment recórrer a aquesta línia de crèdit establerta, això també qualificaria immediatament el país per rebre suport financer addicional "gratuït" del Banc Central Europeu (BCE) en forma d'algunes compres il·limitades de bons que redueixen el rendiment.
L'augment de la inflació per l'encariment del preu de l'energia, l'efecte de baixada de taxes de 2016, la congelació de la despesa pública per la pròrroga dels Pressupostos Generals de l'Estat i el final de la trajectòria descendent dels tipus d'interès expliquen la desacceleració del creixement en 2017 respecte el 2016, quan el PIB espanyol va créixer un 3,2% superant les previsions dels experts, i amb el creixement d'aquest exercici, l'economia espanyola esborrarà tot l'efecte negatiu que va tenir la crisi, que entre el 2008 i el 2013 va suposar una caiguda del PIB del 10%. En 2016 la taxa d'atur fou del 18,63%, el seu nivell més baix en set anys, i l'augment de la inflació es traslladà de manera parcial als salaris, que pujaren un 1,6%.